# Talang Jangkang
Talang Jangkang is een bestuurslaag in het regentschap Indragiri Hilir van de provincie Riau, Indonesië. Talang Jangkang telt 1089 inwoners (volkstelling 2010).